# Heterocompsa geniculata
Heterocompsa geniculata är en skalbaggsart som först beskrevs av Thomson 1865.  Heterocompsa geniculata ingår i släktet Heterocompsa och familjen långhorningar.
Artens utbredningsområde är Paraguay. Inga underarter finns listade i Catalogue of Life.